# ثيودور هووك
ثيودور هووك (بالإنجليزية: Theodore Hook)‏ (22 سبتمبر 1788، لندن في المملكة المتحدة - 24 أغسطس 1841 في المملكة المتحدة)؛ كاتب، صحفي وروائي بريطاني.

## روابط خارجية
- ثيودور هووك على موقع الموسوعة البريطانية (الإنجليزية)